# Gaetano Bisleti

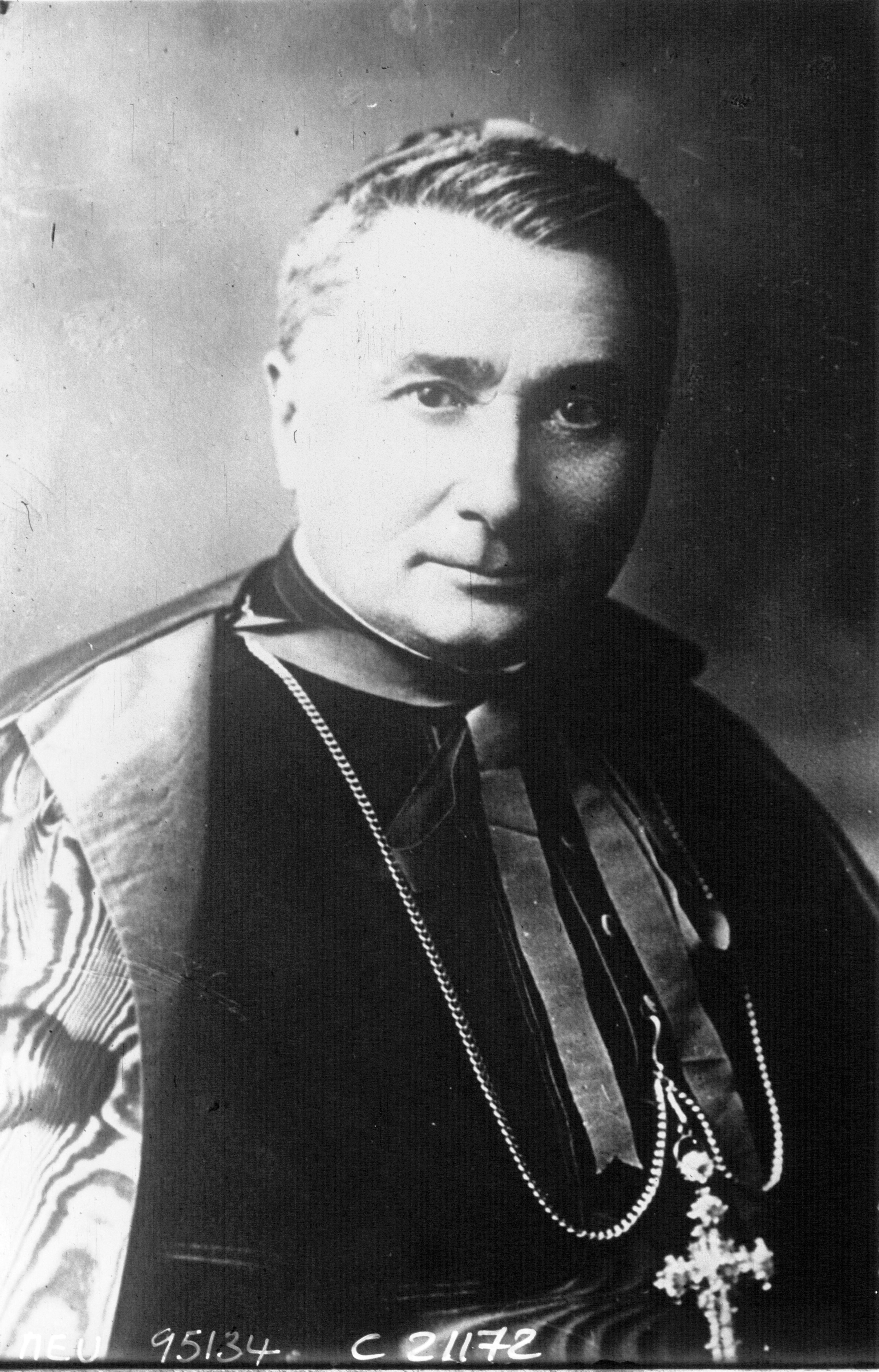
Gaetano Kardinal Bisleti (1922)

Kardinalswappen

Gaetano Kardinal Bisleti (* 20. März 1856 in Veroli, Provinz Frosinone, Italien; † 30. August 1937 in Grottaferrata, Provinz Rom) war ein Kurienkardinal der römisch-katholischen Kirche.

## Leben
Gaetano Bisleti erhielt seine theologische und philosophische Ausbildung in Tivoli und Rom. Er empfing am 20. September 1878 das Sakrament der Priesterweihe und war anschließend sechs Jahre lang Kanoniker in Veroli. 1889 erhielt er die Ernennung zum Kanoniker der patriarchalen vatikanischen Basilika in Rom. Papst Leo XIII. verlieh ihm 1901 den Titel eines Päpstlichen Hausprälaten und Päpstlichen Kämmerers. in diesen Ämtern bestätigte ihn Papst Pius X. nach seiner Wahl im Jahre 1903. 1905 wurde Gaetano Bisleti Präfekt des Päpstlichen Haushalts. Papst Pius X. nahm ihn am 27. November 1911 als Kardinaldiakon mit der Titeldiakonie Sant’Agata dei Goti in das Kardinalskollegium auf.
Gaetano Kardinal Bisleti war Ehren- und Devotions-Großkreuz-Bailli des Souveränen Malteserordens und von 1914 bis 1937 Großprior des Großpriorates von Rom des Malteserordens. Er wurde 1915 Kardinalpräfekt der neu eingerichteten Kongregation für die Seminare und Universitäten. Als Kardinalprotodiakon krönte er am 12. Februar 1922 Papst Pius XI. Gaetano Kardinal Bisleti vertrat den Papst bei mehreren Feierlichkeiten als päpstlicher Legat. 1928 wurde er unter Beibehaltung seiner Titelkirche zum Kardinalpriester pro hac vice erhoben. 1932 wurde er Präsident der Päpstlichen Kommission für Biblische Studien, Großkanzler der Päpstlichen Universität Gregoriana und Präsident der Päpstlichen Kommission für Sakralmusik. Gaetano Kardinal Bisleti starb am 30. August 1937 in Grottaferrata und wurde im Marienheiligtum L’Olivella in Veroli bestattet.